# Eremo di Lanzo Torinese
L'eremo di Lanzo Torinese è stato, nel tempo, uno degli edifici a vocazione ospedaliera presenti nella città capofila delle Valli di Lanzo, nella provincia di Torino. Fu costruito su progetto dell'ingegnere Francesco Lanfranchi a partire dal 1661 tra Lanzo Torinese e Balangero dal conte Gaspare Graneri della Rocca di Ceres. Una volta terminato, assieme al terreno circostante di 175 ettari, fu donato all'ordine camaldolese.

## Storia
Fu uno dei quattro eremi camaldolesi costruiti nel Seicento in Piemonte assieme a quelli di Torino, Busca e Cherasco, edifici in cui i monaci vivevano in "celle" in solitudine e preghiera. La maestosità dell'edificio era talmente grande che venne incluso nell'opera Theatrum Statuum Sabaudiae, in cui venivano raffigurati gli edifici più importanti di Casa Savoia.

Nel 1802, in seguito alla Rivoluzione francese, l'eremo venne chiuso e riconsegnato ai camaldolesi solo nel 1815 con l'avvento della Restaurazione. Nel 1836, vista la soppressione della famiglia camaldolese, l'eremo venne dato in affidamento ai carmelitani scalzi, che gestirono l'eremo fino alla soppressione degli ordini religiosi. Passato in mano demaniale (Ente Cassa ecclesiastica), nel 1918 venne convertito della Croce Rossa Italiana in sanatorio per i reduci di guerra e poi per la cura della tubercolosi femminile; negli anni '60 del Novecento venne edificato, all'interno del parco, un edificio adibito ad ospedale.

L'ospedale "Eremo di Lanzo" venne riconvertito in RSA nel 1995 e venne definitivamente chiuso nel 2013. Attualmente è in stato di completo abbandono e degrado.

## La pianta dell'edificio
Il progetto lanfranchiano prevedeva la costruzione di una grande chiesa con la facciata rivolta verso Torino, grandi porticati nel retro della stessa sui quali affacciavano gli spazi di clausura, i parlatori, la foresteria, il chiostro, l'infermeria e i giardini. Le celle erano strutturate come piccole casette indipendenti con un giardino cintato disposte in file di quattro.
Vennero edificati tutti gli edifici originariamente progettati ma col tempo buona parte di essi venne abbandonato e demolito.
Ai giorni nostri restano solo, della costruzione originaria, la chiesa, il muro perimetrale e i ruderi di un'unica cella monacale. Nella chiesa restano ancora, sempre più degradati, gli stucchi decorativi della stessa.